# VEF JDA-10M
Le VEF JDA-10M est un avion bimoteur multi-usage letton construit en 1939 par Valsts Elektrotehniskā Fabrika. Il est le seul avion bimoteur construit en Lettonie. Le créateur du JDA-10M est l'ingénieur américano-letton Jānis D. Akermanis (John.D.Akerman), professeur à l'Université du Minnesota.

## Conception et développement
La construction commence en 1937 mais le premier vol du JDA-10M n'intervient qu'en septembre 1939. Après le début de la Seconde Guerre mondiale, il est prévu de transformer l'avion en bombardier léger à des fins militaires mais ce travail est interrompu par l'occupation Soviétique de Lettonie en juin 1940 ; un seul exemplaire est construit et son sort reste inconnu.
Le VEF JDA-10M est principalement construit en bois avec un train d'atterrissage fixe conventionnel.